# 巴鲁卡乌帕齐拉
巴鲁卡是孟加拉国的一个乌帕齐拉，位於迈门辛专区的迈门辛县。

## 人口
據1991年孟加拉國人口普查，巴魯卡共有戶數53222戶，即人口264991人。其中男性佔比51.08%，女性48.92%；成年人口137860人。